# Притыкино (Белосельское сельское поселение)
Притыкино — деревня в Пошехонском районе Ярославской области России. Входит в состав Белосельского сельского поселения, относится к Холмовскому сельскому округу.

## География
Расположена в 4 км на север от деревни Холм, в 12 км на юго-восток от центра поселения села Белого и в 34 км на юго-восток от райцентра города Пошехонье.

## История
В конце XIX — начале XX века деревня являлась центром Холмовской волости Пошехонского уезда Ярославской губернии.
С 1929 года деревня входила в состав Холмовского сельсовета Пошехонского района, в 1941 — 1959 годах — в составе Арефинского района, с 2005 года — в составе Белосельского сельского поселения.

## Население
| 1859 | 1914 | 2002 | 2007 | 2010 |
| ---- | ---- | ---- | ---- | ---- |
| 35   | ↗100 | ↘41  | ↘29  | →29  |

## Общественный транспорт
Притыкино обслуживается пригородным автобусным маршрутом № 121 Пошехонье — Тайбузино. Ближайшая остановка общественного транспорта «Холм» находится в 4,1 км от деревни.